# Cecil Reginald Burch
Cecil Reginald Burch, angleški fizik in inženir, * 12. maj 1901, Leeds, † 19. julij 1983.

## Priznanja

### Nagrade
- Medalja in nagrada Duddella (1942)
- Rumfordova medalja (1954)